# Journal of the Brazilian Chemical Society
Journal of the Brazilian Chemical Society (JBCS) é uma revista científica de acesso aberto completo (licença Creative Commons) que publica artigos em inglês que relatam resultados originais de pesquisa em todas as áreas da química, exceto educação, filosofia e história da química.
Os artigos submetidos à revista são avaliados por consultores ad hoc (do Brasil e exterior) especialistas na área envolvida e que eventualmente podem pertencer ao Conselho Editorial. A Journal of the Brazilian Chemical Society é uma das revistas científicas publicadas pela PubliSBQ, órgão responsável pelas publicações da Sociedade Brasileira de Química.
Atualmente é indexada por Chemical Abstracts, Science Citation Index, Web of Science, Scopus, Directory of Open Access Journals (DOAJ) e SciELO. Ainda, a Sociedade Brasileira de Química publica os periódicos Química Nova e Química Nova na Escola (QNEsc). De acordo com o Journal Citation Reports, este periódico possuía, em 2020, um fator de impacto de em torno de 2.135, sendo classificado na centésima posição dentre os 157 jornais dentro da categoria de "química multidisciplinar".

## Editores
Entre os responsáveis pela edição da publicação estão Eduardo Carasek da Rocha, Jaísa Fernandes Soares, José Walkimar M. Carneiro, Paulo Cezar Vieira (coordenador) e Teodoro S. Kaufman. Adicionalmente, são editores associados do periódico Brenno A. D. Neto, Emanuel Carrilho, Emerson F. Queiroz, Fernando Carlos Giacomelli, Humberto Osório Stumpf, Ivo M. Raimundo Jr., Maria Cristina Canela, Maria das Graças Andrade Korn, Pedro H. C. Camargo e Rodrigo A. A. Muñoz.